# Danh sách đơn vị hành chính cấp hương của Hải Nam

## Hải Nam

### Hải Khẩu
| Thành phố cấp địa khu Hải Khẩu quản lí trực tiếp 4 đơn vị hành chính cấp huyện, toàn bộ đều là quận. Các quận này được chia thành 43 đơn vị hành chính cấp hương, bao gồm 21 nhai đạo và 22 trấn. |                                                                                              |
| Tú Anh | Nhai đạo                                                                                     |
| Tú Anh | Tú Anh, Hải Tú                                                                               |
| Tú Anh | Trấn                                                                                         |
| Tú Anh | Trường Lưu, Tây Tú, Hải Tú, Thạch Sơn, Vĩnh Hưng, Đông Sơn                                   |
| Long Hoa | Nhai đạo                                                                                     |
| Long Hoa | Trung Sơn, Tân Hải, Kim Mậu, Đại Đồng, Hải Khẩn, Kim Vũ                                      |
| Long Hoa | Trấn                                                                                         |
| Long Hoa | Thành Tây, Long Kiều, Tân Pha, Tuân Đàm, Long Tuyền                                          |
| Quỳnh Sơn | Nhai đạo                                                                                     |
| Quỳnh Sơn | Quốc Hưng, Phủ Thành, Tân Giang, Phượng Tường                                                |
| Quỳnh Sơn | Trấn                                                                                         |
| Quỳnh Sơn | Long Đường, Vân Long, Hồng Kỳ, Tam Môn Pha, Đại Pha, Giáp Tử, Cựu Châu                       |
| Mỹ Lan | Nhai đạo                                                                                     |
| Mỹ Lan | Hải Phủ, Lam Thiên, Bác Ái, Hải Điện, Nhân Dân Lộ, Bạch Long, Hòa Bình Nam, Bạch Sa, Tân Phụ |
| Mỹ Lan | Trấn                                                                                         |
| Mỹ Lan | Linh Sơn, Diễn Phong, Tam Giang, Đại Trí Pha                                                 |

### Tam Á
| Thành phố cấp địa khu Tam Á quản lí trực tiếp 4 đơn vị hành chính cấp huyện, toàn bộ đều là quận. Các quận này không phân chia thành các đơn vị hành chính cấp hương mà chia trực tiếp thành các đơn vị cấp thôn. |                                                                                                 |
| Hải Đường | Đơn vị hành chính cấp hương                                                                     |
| Hải Đường | Không có đơn vị hành chính cấp hương trực thuộc mà chỉ chia trực tiếp thành các đơn vị cấp thôn |
| Cát Dương | Đơn vị hành chính cấp hương                                                                     |
| Cát Dương | Không có đơn vị hành chính cấp hương trực thuộc mà chỉ chia trực tiếp thành các đơn vị cấp thôn |
| Thiên Nhai | Đơn vị hành chính cấp hương                                                                     |
| Thiên Nhai | Không có đơn vị hành chính cấp hương trực thuộc mà chỉ chia trực tiếp thành các đơn vị cấp thôn |
| Nhai Châu | Đơn vị hành chính cấp hương                                                                     |
| Nhai Châu | Không có đơn vị hành chính cấp hương trực thuộc mà chỉ chia trực tiếp thành các đơn vị cấp thôn |

### Đam Châu
| Thành phố cấp địa khu Đam Châu được chia trực tiếp thành 16 đơn vị hành chính cấp hương, toàn bộ đều là các trấn.                                                        |
| Trấn |
| Na Đại, Hòa Khánh, Nam Phong, Đại Thành, Nhã Tinh, Lan Dương, Quang Thôn, Mộc Đường, Hải Đầu, Nga Mạn, Vương Ngũ, Bạch Mã Tỉnh, Trung Hòa, Bài Phổ, Đông Thành, Tân Châu |

### Đơn vị hành chính cấp huyện trực thuộc tỉnh
| Tỉnh Hải Nam trực tiếp quản lí 15 đơn vị hành chính cấp huyện, bao gồm 5 thành phố cấp huyện, 4 huyện và 6 huyện tự trị. Các đơn vị hành chính cấp huyện này được chia thành 157 đơn vị hành chính cấp hương, bao gồm 136 trấn và 21 hương. | |
| Ngũ Chỉ Sơn | Trấn |
| Ngũ Chỉ Sơn | Thông Thập, Nam Thánh, Mao Dương, Phiên Dương |
| Ngũ Chỉ Sơn | Hương |
| Ngũ Chỉ Sơn | Sướng Hảo, Mao Đạo, Thủy Mãn |
| Quỳnh Hải | Trấn |
| Quỳnh Hải | Gia Tích, Vạn Tuyền, Thạch Bích, Trung Nguyên, Bác Ngao, Dương Giang, Long Giang, Đàm Môn, Tháp Dương, Trường Pha, Đại Lộ, Hội Sơn                                        |
| Văn Xương | Trấn |
| Văn Xương | Văn Thành, Trọng Hưng, Bồng Lai, Hội Văn, Đông Lộ, Đàm Ngưu, Đông Các, Văn Giáo, Đông Giao, Long Lâu, Xương Sái, Ông Điền, Bão La, Phùng Pha, Cẩm Sơn, Phô Tiền, Công Pha |
| Vạn Ninh | Trấn |
| Vạn Ninh | Vạn Thành, Long Cổn, Hòa Nhạc, Hậu An, Đại Mậu, Đông Úc, Lễ Kỷ, Trường Phong, Sơn Căn, Bắc Đại, Nam Kiều, Tam Canh La                                                     |
| Đông Phương | Trấn |
| Đông Phương | Bát Sở, Đông Hà, Đại Điền, Cảm Thành, Bản Kiều, Tam Gia, Tứ Canh, Tân Long                                                                                                |
| Đông Phương | Hương |
| Đông Phương | Thiên An, Giang Biên |
| Định An | Trấn |
| Định An | Định Thành, Tân Trúc, Long Hồ, Hoàng Trúc, Lôi Minh, Long Môn, Long Hà, Lĩnh Khẩu, Hàn Lâm, Phú Văn                                                                       |
| Đồn Xương | Trấn |
| Đồn Xương | Đồn Thành, Tân Hưng, Phong Mộc, Ô Pha, Nam Lữ, Nam Khôn, Pha Tâm, Tây Xương                                                                                               |
| Trừng Mại | Trấn |
| Trừng Mại | Kim Giang, Lão Thành, Thụy Khê, Vĩnh Phát, Gia Nhạc, Văn Nho, Trung Hưng, Nhân Hưng, Phúc Sơn, Kiều Đầu, Đại Phong                                                        |
| Lâm Cao | Trấn |
| Lâm Cao | Lâm Thành, Ba Liên, Đông Anh, Bác Hậu, Hoàng Đồng, Đa Văn, Hòa Xá, Nam Bảo, Tân Doanh, Điều Lâu                                                                           |
| Bạch Sa | Trấn |
| Bạch Sa | Nha Xoa, Thất Phường, Bang Khê, Đả An |
| Bạch Sa | Hương |
| Bạch Sa | Tế Thủy, Nguyên Môn, Nam Khai, Phụ Long, Thanh Tùng, Kim Ba, Vinh Bang |
| Xương Giang | Trấn |
| Xương Giang | Thạch Lục, Xoa Hà, Thập Nguyệt Điền, Ô Liệt, Xương Hóa, Hải Vĩ, Thất Xoa                                                                                                  |
| Xương Giang | Hương |
| Xương Giang | Vương Hạ |
| Lạc Đông | Trấn |
| Lạc Đông | Bão Do, Vạn Trùng, Đại An, Chí Trọng, Thiên Gia, Cửu Sở, Lợi Quốc, Hoàng Lưu, Phật La, Tiêm Phong, Oanh Ca Hải                                                            |
| Lăng Thủy | Trấn |
| Lăng Thủy | Gia Lâm, Quang Pha, Tam Tài, Anh Châu, Long Quảng, Văn La, Bản Hào, Tân Thôn, Lê An                                                                                       |
| Lăng Thủy | Hương |
| Lăng Thủy | Đề Mông, Quần Anh |
| Bảo Đình | Trấn |
| Bảo Đình | Bảo Thành, Thập Linh, Gia Mậu, Hưởng Thủy, Tân Chính, Tam Đạo |
| Bảo Đình | Hương |
| Bảo Đình | Lục Cung, Nam Lâm, Mao Cảm |
| Quỳnh Trung | Trấn |
| Quỳnh Trung | Doanh Căn, Loan Lĩnh, Lê Mẫu Sơn, Hòa Bình, Trường Chinh, Hồng Mao, Trung Bình                                                                                            |
| Quỳnh Trung | Hương |
| Quỳnh Trung | Điếu La Sơn, Thượng An, Thập Vận |